# Никольская церковь (Сибач)
Никольская церковь (серб. Црква Светог Николе) — храм Сремской епархии Сербской православной церкви в селе Сибач общины Печинци Сремского округа Сербии, посвящённый Перенесению мощей святителя Николая. Церковь является памятником культуры Сербии исключительного значения.

## История
Никольская церковь была построена в 1777 году. В храме был установлен иконостас из Нижней церкви города Сремски-Карловци. Деисус и иконы пророков написаны в начале XVIII века Георгием Стояновичем. Иконы в цоколе иконостаса, вероятно, являются работой Георгия Мишковича. В 1851 году стены храма расписал Константин Пантелич. 
Во время Первой мировой войны австро-венгерские войска конфисковали колокола для переплавки. Новые колокола были установлены в 1923 году. 19 декабря 1943 года колокольня храма была взорвана немцами.
В 1962 году началось восстановление церкви. Была отремонтирована крыша и надстроена новая колокольня в стиле барокко. В 2000-х годах проведена новая реконструкция здания. В 2006 году проведены работы по консервации и реставрации иконостаса.

## Архитектура
Храм представляет собой однонефное сооружение с полукруглой апсидой с восточной стороны и пристроенной с западной стороны барочной колокольней. Первоначально церковь была построена в византийском стиле, но после реконструкции 1962 года полностью утратила византийские черты.